# Otanes
Otanes (auch Onophas; pers.: Utâna) Sohn des Pharnaspes, war ein ranghoher Angehöriger des Adels im persischen Achämenidenreich im 6. Jahrhundert vor Christus.
Nach dem griechischen Geschichtsschreiber Herodot war er die treibende Kraft bei dem Staatsstreich gegen den vermeintlichen falschen Großkönig Bardiya (Smerdis), bei dem es sich tatsächlich um den Magier Gaumata gehandelt haben soll, wodurch der Weg des Dareios I. auf den persischen Thron geebnet wurde.

## Staatsstreich 522 v. Chr.
Otanes hatte bereits beim Herrschaftsantritt des Bardiya im Frühjahr 522 v. Chr. den Verdacht geschöpft, dass dieser nicht derjenige sei, als der er sich ausgab. Vor allem weil sich der neue Großkönig im Palast von Susa von der Außenwelt abschottete und nur engste Vertraute, bei denen es sich vor allem um Magier aus Medien handelte, zu sich ließ. Otanes hatte eine Tochter, Phaidyme, die zunächst eine der Frauen des verstorbenen Großkönigs Kambyses II. war und nun dem Harem des Bardiya angehörte. Weil Phaidyme aber noch nicht in das Gemach des Großkönigs befohlen worden war, konnte sie ihrem Vater nicht über dessen wahre Identität Auskunft geben. Da trug ihr Otanes auf, sobald sie das erste Mal bei Bardiya schlafen sollte, diesem dabei nach den Ohren zu fühlen. Denn dem Magier Gaumata, den Otanes hinter der Person des Bardiya verdächtigte, wurden einst auf Befehl des Großkönigs Kyros II. die Ohren abgeschnitten. Nachdem Phaidyme im achten Monat der Herrschaft des Bardiya endlich in dessen Gemach gerufen wurde, konnte sie ihrem Vater am Tag darauf schließlich mitteilen, dass dem Großkönig tatsächlich die Ohren fehlten.
Otanes war sich nun sicher, dass der Thron der Perser von Gaumata usurpiert worden war, indem dieser die Identität des Bardiya angenommen hatte. Der echte Bardiya sei noch auf Befehl seines Bruders Kambyses II. exekutiert worden, was allerdings von den Magiern vor der Öffentlichkeit geheim gehalten worden war. Otanes weihte darauf seine Freunde Ardumaniš und Gobryas in das Geheimnis ein, weiterhin schlossen sie auch Intaphrenes, Megabyzos, Hydarnes und schließlich auch Dareios in den Vertrautenkreis mit ein. Gemeinsam drangen die Sieben in den Palast von Susa ein und töteten die Magier und mit ihnen Gaumata.

## Die Verfassungsdebatte
Wie man vor allem den Quellen von Herodot entnehmen kann, trat Otanes nach dem Staatsstreich für die Etablierung einer Demokratie ein, was er in Herodots berühmter Verfassungsdebatte damit begründete, dass ein Alleinherrscher imstande wäre, alles zu tun, was ihm beliebt und so ein verantwortungsloses Handeln unvermeidbar sei. Er argumentierte außerdem, dass es nicht vom Charakter des Menschen abhänge, ob er versage oder nicht, sondern dass auch der gutmütigste Mann eines Tages sein Land betrüge, weil er von Neid und Arroganz erfüllt sei und man es ihm dann nicht mehr recht machen könne.
Den Historien des Herodot (3,80–82) entsprechend vertrat Otanes, die Meinung, dass auch der beste Monarch ethisch fehl gehe, nur nach dem eigenen Willen handele und sich über die Gesetze stelle. Schließlich verbindet Otanes mit dem Alleinherrscher Vergewaltigung der Frauen, Gesetzesfrevel und ungestraften Mord (3,80,5). Deshalb forderte er die politische Gleichheit aller Vollbürger, die Isonomie.
Otanes also plädierte dafür, das Volk zum Herrscher zu machen, weil damit alle bei der Monarchie existierenden Nachteile verschwunden wären und man nur dann von wirklicher Gerechtigkeit reden könnte. Letztlich aber habe sich Dareios I. auf eine Fortführung der Monarchie entschieden.
Dabei ist anzumerken, dass die Verfassungsdiskussion nicht historisch war; die Monarchie stand bei den Persern nie in Frage, auch nicht nach dem Staatsstreich des Dareios. Vielmehr spiegelt sie die Anschauungen des Herodot wider, der sich der persisch-griechischen Mythologie als Grundlage seiner Diskussion bediente. Möglich ist auch, das Herodot damit die Gegensätzlichkeiten zwischen Griechen und Persern verdeutlichen wollte.

## Angriff auf Samos
Otanes wurde wohl noch unmittelbar nach dem Staatsstreich von Dareios I. an die Spitze eines Heeres befohlen, mit welchem er gegen Samos ziehen sollte, um dort Syloson, den Bruder des Polykrates, in die Herrschaft zurückzuführen. Es gelang ihm kampflos an der Insel anzulanden und in die Stadt einzuziehen. Der Machthaber Mäandrios hatte sich auf die Akropolis von Samos verschanzt, zeigte sich aber zu Verhandlungen zu seinem Abzug bereit. Dabei kam es aber zum Verrat, als die Männer des Mäandrios die persische Verhandlungsdelegation überfiel und tötete. Otanes ordnete darauf, trotz explizit anderslautender Befehle des Dareios I., ein Strafgericht über Samos an, indem er alle männlichen Bewohner der Insel gleich welchen Alters umbringen ließ. Mäandros gelang die Flucht nach Sparta und Syloson konnte nur die Herrschaft auf einer entvölkerten Insel antreten. Allerdings wirkte Otanes in der Folgezeit aktiv bei der Neubesiedelung von Samos mit, nachdem ihm ein Traumgesicht erschienen war und eine Krankheit seine Geschlechtsteile befallen hatte.
Der Angriff von Samos war überhaupt die erste Konfrontation der griechischen Welt mit dem expandierenden persischen Reich unter Dareios I. und stellt damit einen Vorlauf zum ionischen Aufstand und den Perserkriegen dar.

## Familie
Seine Schwester war vermutlich Kassandane, die Ehefrau des Kyros II. und Mutter des Kambyses II., welche von Herodet das gleiche Patronym wie zu Otanes zugeschrieben bekam.
Otanes selbst hatte zwei Ehefrauen, von deren erster er die Tochter Phaidyme hatte, die zuerst mit Kambyses II. und anschließend mit Bardiya/Gaumata verheiratet war. Nach dem Staatsstreich heiratete er eine Tochter des Dareios I., mit der er die Tochter Amestris hatte, die später den Großkönig Xerxes I. heiratete. Weiterhin hatte er einen Sohn, Smerdomenes, der 480 v. Chr. ein Feldherr im Feldzug gegen Griechenland war.

## Quelle
- Herodot III 68–72; 79–82; 141–149; VII 61; 82